# Phumosia alluaudi
Phumosia alluaudi är en tvåvingeart som först beskrevs av Townsend 1931.  Phumosia alluaudi ingår i släktet Phumosia och familjen spyflugor.
Artens utbredningsområde är Kenya. Inga underarter finns listade i Catalogue of Life.